# Croix de cimetière de Nieul-le-Virouil
La croix de cimetière à Nieul-le-Virouil, une commune du département de la Charente-Maritime dans la région Nouvelle-Aquitaine en France, est une croix de cimetière datant du XVe siècle. Elle est située sur la place de l'église, à l'endroit où se trouvait autrefois le cimetière. La croix a été inscrite monument historique le 23 février 1925.
Cette croix, qui repose sur des marches en pierre, est ornée sur plusieurs niveaux de personnages, dont certains ont peut-être été mutilés à la Révolution ou dégradés par le temps. Une partie de la face ouest, taillée en glacis, avec arête en saillie et formant pupitre, permettait d'y placer un missel, et les angles arrondis, également en saillie pouvaient recevoir le pied creux d'un chandelier. Elle est ornée de colonnes torses et de nervures prismatiques.